# Canon de 15 cm SK L/45
Le canon de 15 cm SK L/45 (canon de 15 cm SchnelladeKanone (canon à rechargement rapide) de calibre 45) est un canon naval allemand de calibre 15 cm utilisé pendant la Première et la Seconde Guerre mondiale.

## Versions

### Navales
Ce canon est utilisé comme artillerie secondaire sur tous les Dreadnought de l'Empire allemand, sur le croiseur protégé SMS Blücher et comme armement principal sur les classes de croiseurs légers Pillau, Wiesbaden, Königsberg et Cöln, ainsi que la classe de mouilleurs de mines Brummer. Après la Première Guerre mondiale, il est monté sur le croiseur léger Emden. Il est aussi installé sur les navires corsaires du Troisième Reich durant la Seconde Guerre mondiale.
| Type de tourelle                  | Désignation  | Poids     | Élévation   | Portée (durant la 1re Guerre) | Classes de navires                                               |
| Tourelle en casemate sur un socle | MPL C/06     | 15 770 kg | -7° à +20°  | 14 900 m                      | Nassau, Helgoland, Kaiser, SMS Von der Tann, Moltke, SMS Blücher |
| Tourelle en casemate sur un socle | MPL C/06.11  | 16 533 kg | -10° à +19° | 13 500 m                      | König, SMS Seydlitz, Derfflinger                                 |
| Tourelle en casemate sur un socle | MPL C/13     | 17 950 kg | -8.5° à +19 | 13 500 m                      | Bayern, SMS Hindenburg, Mackensen                                |
| Tourelle en casemate sur un socle | MPL C/13 mod | 18 350 kg | -8.5° à +22 | 15 800 m                      | Modification du MPL C/13 pendant la guerre                       |
| Barbette sur un socle             | MPL C/14     | 16 185 kg | -10° à +22° | 15 800 m                      | Wiesbaden, Königsberg                                            |
| Barbette sur un socle             | MPL C/16     | 17 116 kg | -10° à +27° | 16 800 m                      | Cöln, Emden                                                      |
| Barbette sur un socle             | MPL C/16 mod |           | -10° à +30  | 17 600 m                      | Modification du MPL C/16 pendant la guerre                       |

### Défense côtière
Ce canon est aussi utilisé dans des casemates côtières après la Seconde Guerre mondiale.